# Myllyrivier (Pajala)
De Myllyrivier (Zweeds: Myllyjoki) is een rivier, die stroomt in de Zweedse  gemeente Pajala. De rivier ontstaat uit een moerasgebied, stroomt noord- en noordoostwaarts. De Myllyrivier is ongeveer 10 kilometer lang en stroomt door onbewoond gebied.
Afwatering: Myllyrivier → Torne → Botnische Golf